# 中村正 (声優)
中村 正（なかむら ただし、1929年12月24日 - 2019年11月11日）は、日本の俳優、声優、ナレーター。愛知県名古屋市出身。東京俳優生活協同組合（俳協）所属で、その創立メンバーの1人でもあった。

## 経歴
日本大学芸術学部中退。1950年、NHK小倉放送劇団入団。1952年、ラジオ東京放送劇団入団。外国映画『地方検事』の吹き替えで声優としての活動を始めた。
1957年4月に劇団を退団し、東京タレントクラブに所属。劇団文芸座設立、太平洋テレビジョン芸能部 を経て、1960年、俳協創立と同時に組合員となる。
2016年には第十回声優アワードにて功労賞を受賞している。
2019年（令和元年）11月11日、胆嚢炎に起因する敗血症のため神奈川県内の病院で死去。89歳没。

## 人物
テレビ草創期から俳優として活動しており、1980年代には教育映画の主演の先生役を務めたこともある。またテレビ番組やCMなどのナレーションも多く担当していた。
声種はバリトン。洋画吹き替えでも活躍し、フィックス（専属）のデヴィッド・ニーヴンをはじめ、レスリー・ニールセン、レックス・ハリスン、エロール・フリン、ビング・クロスビー、ケーリー・グラント、フレッド・アステア、マイケル・ケインなどを持ち役としていた。
『おしゃれ泥棒』でピーター・オトゥールを吹き替えた際のアドリブ表現を、池田昌子は「面白くて（笑）、最初に感じた（ピーター・オトゥールがコメディをやるという）違和感がありませんでした」と評価している。
同年代の大塚周夫はインタビューを受けた2009年当時、現役でアテレコをやっている80代で芝居を真剣に勉強してきた役者の一人に中村の名前を挙げていた。
細田守監督アニメーションの常連出演者でもあり、『時をかける少女』から『未来のミライ』までの全ての作品に出演していた。
アメリカ合衆国ハワイ州の白い教会で行われていた内海賢二、野村道子夫婦の挙式の時は中村夫妻で媒酌人をしていた。

### 奥さまは魔女
『奥さまは魔女』でのナレーションは、吹き替え史上でも群を抜く名ナレーションとして有名である。「奥様の名前はサマンサ、旦那様の名前はダーリン……」という約2行の台詞の収録を完成させるために丸一日を費やしたという。これは、ディレクターの内池望博が「ナレーションは軽快かつオーバーにやって欲しい」と指示したが、中村が照れてなかなかOKテイクが出なかったことが理由だったとされる。結局オンエアで使用されたのは、中村によれば内池と中村の中間くらいで落ち着いたものだという。
原語版にはシリーズ初回を除きナレーションはなく、中村の名口調が作品の雰囲気を日本版独特なものに仕上げている。また、米倉涼子主演の日本版のドラマでもナレーションを担当したほか、ニコール・キッドマン主演の劇場版ではマイケル・ケインの声を担当した。
この名ナレーションはCMやテレビ番組でもパロディで引用されており（『ママはアイドル』や『奥さまは外国人』、トステムのCMなど）、その大半の声を当てているのも中村本人であった。

## 後任・代役
中村の死去前後、持ち役を引き継いだのは以下の通り。
- 緒方賢一 - 『シアターアニメ ウメ星デンカ&ドラえもん「パンパロパンのスッパッパ!」』: ウメ星国王（映画ウメ星デンカより）、『らんま1/2（2024年版）』:ナレーション[注 3]
- 平林剛 - 『チャーリーズ・エンジェル（2019年版）』: チャーリーの声

## 出演

### 吹き替え

#### 俳優
ウィリアム・シャラート
- インナースペース（グリーンブッシュ）※ソフト版
- ナンシー・ドルー（父）
- ラット・パトロール シーズン1 #26（シュナイダーマン博士）

エドワード・マルヘアー
- ナイトライダー（デボン・シャイアー）
- 冒険野郎マクガイバー（ガイ・ロバーツ）
- メガフォース（ホワイト大将）

エロール・フリン
- カンサス騎兵隊
- 急降下爆撃隊
- サンアントニオ
- 自由の大地
- 戦場を駈ける男
- 壮烈第七騎兵隊
- 鉄腕ジム
- バラントレイ卿
- 陽はまた昇る
- モンタナ

ケーリー・グラント
- 芝生は緑
- シャレード（ピーター・ジョシュア）※フジテレビ版
- 月夜の出来事
- ペティコート作戦
- 北北西に進路を取れ ※テレビ東京版
- ミンクの手ざわり

ジョセフ・カンパネラ
- インベーダー シーズン1 #13（ジョー・コレリー神父）
- 私立探偵ハリー シーズン2 #13（バート・シンプソン）
- 逃亡者
  - #106（ハリー・バナー）
  - ＃119（ラルフ・リー警部）

- もう一つの壁（スティルマン）

ディック・ヴァン・ダイク
- Dr.マーク・スローン（マーク・スローン医師）※NHK版
- ナイト ミュージアム（セシル・フレデリックス）
- ナイト ミュージアム/エジプト王の秘密（セシル・フレデリックス）

デヴィッド・ニーヴン
- 暁の討伐隊
- いとしの殿方
- オフサイド7
- 悲しみよこんにちは
- キャンドルシュー/セント・エドモンドの秘宝（プライオリー）
- 寝室ものがたり
- 素敵な年頃
- スパイがいっぱい
- 007/カジノ・ロワイヤル（ジェームズ・ボンド卿）※テレビ朝日版
- セント・エドモンドの秘宝
- 大頭脳（マシューズ大佐）
- 太陽にかける橋/ペーパー・タイガー
- 旅路
- 月蒼くして
- 天使のいたずら
- ナイル殺人事件（レイス大佐）
- ナバロンの要塞 ※テレビ朝日版、テレビ東京版
- 八十日間世界一周
- ピンクの豹 ※NET版
- ピンク・パンサー5 クルーゾーは二度死ぬ（チャールズ・リットン卿）
- 北京の55日
- 魅惑
- 名探偵登場
- レディL

ピーター・オトゥール
- おしゃれ泥棒（サイモン・デルモット）※フジテレビ版
- クリエイター（ハリー）※日本テレビ版
- ラルフ一世はアメリカン（セドリック・ウィリンガム卿）

ビング・クロスビー
- 駅馬車
- ゲバルトパパ
- ザッツ・エンターテインメント
- 聖メリーの鐘
- ホワイト・クリスマス
- ミサイル珍道中
- 我が道を往く ※テレビ朝日版

マイケル・ケイン
- ウォルター少年と、夏の休日（ガース・マッケーン）※テレビ東京版
- オースティン・パワーズ ゴールドメンバー
- 奥さまは魔女
- サイダーハウス・ルール（ウィルバー・ラーチ医師）※ソフト版
- ニューヨークの亡霊
- バットマン ビギンズ（アルフレッド・ペニーワース）※日本テレビ版
- ペテン師とサギ師/だまされてリビエラ
- ラスト・マップ/真実を探して

マックス・フォン・シドー
- 勝利への脱出（カール・フォン・シュタイナー）
- ドリーム・スケープ/悪夢の殺人鬼（ポール・ノボトニー博士）※テレビ東京版
- ネバーセイ・ネバーアゲイン（ブロフェルド）※フジテレビ版
- ハンナとその姉妹（フレデリック）
- ラッシュアワー3（レイナード委員長）

リカルド・モンタルバン
- 猿の惑星・征服（アーマンド）
- スパイキッズ2 失われた夢の島（祖父）
- スパイキッズ3-D:ゲームオーバー（祖父）

レスリー・ニールセン
- アラスカ・ケビン 史上最大の犬ぞり大作戦（クライヴ・ソーントン）
- 騎馬警官（バック・フロビシャー）
- スパイのライセンス パイロット版（SIA中央管制員）
- スラップ・ショット3（ケネス市長）
- 鉄の顔を持つ男（チー大佐）
- 裸の銃を持つ男シリーズ（フランク・ドレビン）※ソフト版
  - 裸の銃を持つ男
  - 裸の銃を持つ男 PART2 1/2
  - 裸の銃を持つ男 PART33 1/3 最後の侮辱

- 裸の銃を持つ逃亡者（ライアン・ハリソン）
- 裸の十字架を持つ男/エクソシストフォーエバー（ジェバダイア・メイアイ神父）
- フライングハイ（ルーマック医師）
- ボー・ジェスト（ドルース中尉）
- 誇り高き戦場（ヴィクター・ライス）※フジテレビ版
- ポセイドン・アドベンチャー（ハリソン船長）※TBS版
- レスリー・ニールセン/裸のローマ帝国2000 1/2年前（チニコ）
- レスリー・ニールセンのドラキュラ（ドラキュラ伯爵）
- レスリー・ニールセンの裸の宇宙銃を持つ男（ジェイミソン船長）

レックス・ハリソン
- 王子と乞食
- 黄色いロールス・ロイス（チャールズ・フリントン侯爵）
- 三人の女性への招待状
- ドリトル先生不思議な旅（ジョン・ドリトル）※ソフト版
- マイ・フェア・レディ（ヘンリー・ヒギンズ教授）

ロニー・コックス
- 新スタートレック（エドワード・ジェリコ）
- トータル・リコール（コーヘイゲン）※テレビ朝日版
- ビバリーヒルズ・コップ（アンドリュー・ボゴミル）※テレビ朝日版
- ロボコップ（リチャード・ジョーンズ）※テレビ朝日版

#### 映画
- あゝ結婚（マルチェロ・マストロヤンニ）
- 青い体験（ドン・チッリロ〈ピノ・カルーソ〉）
- 足ながおじさん（ジャーヴィス・ペンドルトン三世〈フレッド・アステア〉）※テレビ東京版
- 雨に唄えば（ミラード・ミッチェル）※フジテレビ版
- アラビアのロレンス（ホセ・フェラー）※テレビ東京版
- アルマゲドン（アメリカ合衆国大統領〈スタンリー・アンダーソン〉）※フジテレビ版
- イウォーク・アドベンチャー（ナレーション〈バール・アイヴス〉）※VHS版
- イズント・シー・グレート（ヘンリー〈ジョン・クリーズ〉）
- 今そこにある危機（ベネット大統領〈ドナルド・モファット））※テレビ朝日版
- インナースペース（ビクター・スクリームショウ〈ケヴィン・マッカーシー〉）※TBS版
- 動く標的（アルバート・グレイヴス〈アーサー・ヒル））
- ウルフ（クリストファー・プラマー）※ソフト版
- エイセス/大空の誓い（パーマー〈クリストファー・カザノフ〉）※ソフト版
- 80デイズ（ナレーション）
- 英雄の条件（ペリー将軍〈デイル・ダイ〉）※フジテレビ版
- F/X 引き裂かれたトリック（エドワード・メイソン大佐）
- L.A.コンフィデンシャル（ダドリー・スミス〈ジェームズ・クロムウェル〉）※フジテレビ版
- 狼たちの午後（シェルドン捜査官〈ジェームズ・ブロデリック〉）
- オスロ国際空港/ダブル・ハイジャック（バーンハード〈ジェームズ・マックスウェル〉）
- 怪奇ミイラ男（テレンス・モーガン）
- 鏡の中の他人（クリフトン・ローレンス〈クリストファー・プラマー〉）
- カットスロート・アイランド（パトリック・マラハイド）※ソフト版
- 悲しみは星影と共に（イタリア語版）（アッチャ・ガブリック）
- カンカン（モーリス・シュヴァリエ）
- 危険な旅路（英語版）（アレック・ギネス）
- 恐竜伝説ベイビー（パトリック・マクグーハン）※テレビ版
- 空軍大戦略（サー・ヒュー・ダウディング空軍大将〈ローレンス・オリヴィエ〉）
- 暗闇でドッキリ（ベンジャミン・バロン〈ジョージ・サンダース〉）※テレビ朝日版
- クリムゾン・タイド（ジェイソン・ロバーズ）※日本テレビ版
- グレート・ウォリアーズ/欲望の剣（アーノルフィニ）
- ゴールデン・ハンター（英語版）（マルチェロ・マストロヤンニ）
- 心の旅（チャーリー・キャメロン〈ドナルド・モファット〉）※フジテレビ版
- コレリ大尉のマンドリン（ジョン・ハート）
- サウンド・オブ・ミュージック（マックス・デトワイラー〈リチャード・ヘイデン〉）※テレビ朝日版
- ザナドゥ（ジーン・ケリー）
- サブウェイ・パニック（Mr．ブルー〈ロバート・ショウ〉）
- ザ・ロック（ジェームズ・ウォマックFBI長官〈ジョン・スペンサー〉）※ソフト版
- G.I.ジェーン（スコット・ウィルソン）※フジテレビ版
- 史上最大の作戦（エルヴィン・ロンメル元帥）※テレビ東京版
- 七年目の浮気（ナレーション〈トム・イーウェル〉）※LD版
- 上海グランド（ウー・シンクオ）
- 十二人の怒れる男（ジャック・クラグマン）※テレビ朝日版
- ジュマンジ（サミュエル・アラン・パリッシュ/ヴァン・ペルト〈ジョナサン・ハイド〉）※テレビ朝日版
- 情婦（ブロガンムーア弁護士〈ジョン・ウイリアムズ〉）
- スター・ファイター（セントーリ〈ロバート・プレストン〉）
- スティング（キッド・ツイスト〈ハロルド・グールド〉）※テレビ朝日版
- 素晴らしきヒコーキ野郎（ナレーション）※NHK版
- スペースキャット（スティルトン将軍〈ハリー・モーガン〉）
- スポイラース（ランドルフ・スコット）
- 聖衣（ペトロ〈マイケル・レニー〉）※フジテレビ版
- 戦艦シュペー号の最後（ハンス・ラングスドルフ〈ピーター・フィンチ〉）※フジテレビ版
- それでも恋するバルセロナ（ナレーション〈クリストファー・エヴァン・ウェルチ〉）
- ターゲット（大佐）
- 対決（ハックワース〈ハリー・ディーン・スタントン〉）※テレビ東京版
- ダイヤルMを廻せ!（ハバード警視〈ジョン・ウィリアムズ〉）※TBS版、テレビ朝日新録版
- 打撃王（ルー・ゲーリッグ〈ゲイリー・クーパー〉）
- タワーリング・インフェルノ（フレッド・アステア）※TBS版、フジテレビ版、日本テレビ版
- 弾丸を噛め（ジャック・パーカー〈ダブニー・コールマン〉）
- チャーリーズ・エンジェル（チャーリー・タウンゼント〈ジョン・フォーサイス〉）
- チャーリーズ・エンジェル フルスロットル（チャーリー・タウンゼント〈ジョン・フォーサイス〉）
- チャーリーとチョコレート工場（ナレーション〈ジェフリー・ホールダー〉）※日本テレビ版
- チャイナ・シンドローム（ジャック・レモン）
- デイビー・クロケット/鹿皮服の男（英語版）（アンドリュー・ジャクソン将軍）
- デスロック/戦略ガス兵器を追え!（大使）
- デモリションマン（レイモンド・コクトー〈ナイジェル・ホーソーン〉）※テレビ朝日版
- 天国から来たチャンピオン（ジェームズ・メイソン）
- トータル・フィアーズ（ロバート・ファウラー〈ジェームズ・クロムウェル〉）※フジテレビ版
- トイズ（ゼボ将軍〈マイケル・ガンボン〉）
- 逃走迷路（チャールズ・トービン〈オットー・クルーガー〉）※日本テレビ版
- ドクター・ドリトル（ドクター・フィッシュ〈ジェフリー・タンバー〉）※日本テレビ版
- 特攻サンダーボルト作戦（ラビン首相〈ピーター・フィンチ〉）
- トラ・トラ・トラ!（クレイマー海軍少佐）
- ドン・ボスコ（カルロ・アルベルト王）
- ナイトライフ（英語版）（ヴァーリン・フランダース〈ジョン・アスティン〉）
- ナルニア国物語/第1章: ライオンと魔女（カーク教授〈ジム・ブロードベント〉）[22]）
- 女房の殺し方教えます（エディ・メイホフ）
- ハートブレイカー（ジーン・ハックマン）
- BARに灯ともる頃（父〈マルチェロ・マストロヤンニ〉）
- 博士の異常な愛情（マーキン・マフリー大統領〈ピーター・セラーズ〉）※テレビ朝日版
- バスク決死隊（英語版）（ジェフ・チャンドラー）※東京12チャンネル版
- ハックルベリー・フィンの冒険（英語版）（マーク・トウェイン〈ロイヤル・ダノ〉）
- パトリオット（コーンウォリス将軍〈トム・ウィルキンソン〉）※テレビ東京版
- バニシング・レッド（ジェフリー・ルイス）※テレビ朝日版
- ハノーバー・ストリート 哀愁の街かど（トランボ少佐〈アレック・マッコーエン〉）
- ハバナの男（アレック・ギネス）
- ピースキーパー（ロバート・ベイカー大統領〈ロイ・シャイダー〉）※テレビ朝日版
- ビリー（英語版）（ハワード〈ジム・バッカス〉）
- ビーン（ハリス・ユーリン）※日本テレビ版
- 必殺の一弾（英語版）（グレン・フォード）
- 評決のとき（ドナルド・サザーランド）※ソフト版
- 昼下りの情事（クロード・シャバッス〈モーリス・シュヴァリエ〉）※テレビ朝日旧録版
- 二つの世界の男（イボー・カーン〈ジェームズ・メイソン〉）※NHK版
- ブルージーン・コップ（ジョージ・ディッカーソン）※日本テレビ版
- プレジデントマン/地獄のステルスコマンド（マシューズ大統領〈ラルフ・ウェイト））※テレビ東京版
- プロジェクトA2 史上最大の標的（保安司令（ボジダール・スミルジャニック））※フジテレビ版
- ベニイ・グッドマン物語（ジョン・ハモンド・ジュニア）
- ホーム・アローン2（E・F・ダンカン〈エディ・ブラッケン〉）※テレビ朝日版
- ホット・ショット（ベンソン提督〈ロイド・ブリッジス〉）※ソフト版
- ホット・ショット2（トマス・ベンソン大統領〈ロイド・ブリッジス〉）※ソフト版
- マトリックス リローデッド（アーキテクト）※フジテレビ版
- ミザリー（バスター保安官〈リチャード・ファーンズワース〉）※VHS版
- ミッシング（ジャック・レモン）※日本テレビ版
- ミュータント・ニンジャ・タートルズ2（ジョルダン・ペリー教授〈デビッド・ワーナー〉）※劇場公開版
- メナース（フランス語版）（イヴ・モンタン）
- もしも昨日が選べたら（クリストファー・ウォーケン）
- 夕べの星（ヘクター・スコット〈ドナルド・モファット〉）
- 幽霊島（ピーター・カッシング）
- 許されざる者（イングリッシュ・ボブ〈リチャード・ハリス〉）※ソフト版
- ライフ・イズ・ビューティフル（レッシング医師〈ホルスト・ブッフホルツ〉）※ソフト版
- リオ・コンチョス（ラシター少佐〈リチャード・ブーン〉）
- ルーズベルト物語（フランクリン・ルーズベルト〈ラルフ・ベラミー〉）※NHK版
- レイズ・ザ・タイタニック（ジェームス・サンデッカー提督〈ジェイソン・ロバーズ〉）※LD版
- レイダース/失われたアーク《聖櫃》（マーカス・ブロディ〈デンホルム・エリオット〉）※ソフト版
- ロサンゼルス（エリオット・キャス〈マイケル・プリンス〉）※テレビ朝日版
- ワーキング・ガール（オーレン・トラスク〈フィリップ・ボスコ〉）※ソフト版

#### ドラマ
- アンタッチャブル #40（ニック・モーゼス〈ハリー・ガーディノ〉）、#45（ブライアン・オマーレー〈デヴィッド・ブライアン〉）
- インベーダー
  - シーズン1 #2（フェローズ）
  - シーズン2 #26（アンドリュー・ハッチャー）
- 浮気なおしゃれミディ（リース・ワトソン〈ハル・ホルブルック〉）
- 奥さまは魔女（ナレーション）
- ガール・ミーツ・ワールド（ジョージ・フィーニー〈ウィリアム・ダニエルズ〉）
- カリフォルニア・ドリーム（ブランフォード校長〈アール・ボーエン〉）
- クッキ 〜菊熙〜（座長）
- 刑事コロンボ 策謀の結末（ヴィンセント・ポーリー〈アルバート・ポールセン〉）※日本テレビ版
- 警部マクロード
  - 「ニューヨークの海賊」（グレゴリー〈レイモンド・ST・ジャックス〉）
  - 「シドニーの鮫」（ドネリー〈ロイド・ボクナー〉）
  - 「ロンドンの泥棒貴族」（ブリッジズ〈ジャック・キャシディ〉）
  - 「ニューヨークのわな」（フィラデー〈ロバート・ウェバー〉）
- こちらブルームーン探偵社
  - パイロット版（スペルナー）
  - シーズン5 #1（ジェローム〈ジョゼフ・メイハー〉）
- コンバット! #50（ブーランジュ大尉〈ベン・ライト〉）
- ザ・ルーシー・ショー シーズン4 #16（アート・リンクレター）※TBS版
- ジェシカおばさんの事件簿 #1（ロス・ヘイリー〈ジョン・アスティン〉）
- シャーロック・ホームズ　あの顔この顔（ホスト〈クリストファー・リー〉）※NHK版
- シャーロック・ホームズの冒険
  - 修道院屋敷（ホプキンズ警部）
  - サセックスの吸血鬼（ロブ・ファーガソン）
- 主任警部モース 死者たちの礼拝（スターキー博士〈マイケル・ホーダーン〉）
- 将軍アイク（モントゴメリー元帥〈イアン・リチャードソン〉）
- 私立探偵マグナム（ジョナサン・クイール・ヒギンズIII世〈ジョン・ヒラーマン〉）※TBS版
- 真説西部英雄伝（J.W.マキャンレス〈アンソニー・フランシオサ〉）
- スパイ大作戦
  - 越境作戦（アナスタース・ポルトローニ）
  - ダイアモンド作戦（イアン・マックラウド）
  - 極秘情報を奪回せよ（コーラ、ベルソン）
  - 両面陽動作戦（エリック・ヘイガー）
  - 密室の金塊（グルナー少佐）
  - 処刑作戦（ルーミス博士）
  - 幻の契約書（レイトン）
  - ガラスの監房（ニコラス・ゼリンコ少佐）
  - プルトニウム240（バンダム）
  - 幻の殺人（カート・ローム）
  - 血の粛清（副首相）
  - 山師が公国を狙っている（ベネー大佐）
  - 狂気のルート（マクシミリアン）
  - スパイ狩り（秘密警察長官）
  - 知り過ぎた娘（モラット）
  - 殺し屋を消せ！（ジョー・コービン）
  - カラクリを叩きつぶせ（ラリイ）
- 0011ナポレオン・ソロ　#9 「ガスのお値段」（ヴラデック〈レナード・ニモイ〉）、#11（ステファン）、#42（ラファエル・デルカルド〈リカルド・モンタルバン〉）、#49（映画監督）#57（バークレー）、#68、#77（キルマン）
- SOAP ソープ（チェスター・テイト）
- 対決スペルバインダー（コレオン）
- タバサ（ナレーション）
- 探偵ストレンジ 「クローリー候補事件」（クローリー〈ガイ・ドルマン〉）
- 地上最強の美女たち!チャーリーズ・エンジェル（チャーリー・タウンゼント〈ジョン・フォーサイス〉）
- 地方検事（デヴィッド・ブライアン）
- 超音速攻撃ヘリ エアーウルフ シーズン2 #7（カール・クルーガー）
- 逃亡者 シーズン1 #30（ベン・ハドック）
- 特捜刑事マイアミ・バイス シーズン3 #24（オレステス・ペドロサ）
- ドクタークイン 大西部の女医物語 シーズン1 #11（サディアス・バーチ）
- 特別狙撃隊S.W.A.T. シーズン1 #7（ダグラス・マクビー〈ロバート・ウェッバー〉）
- 特攻ギャリソン・ゴリラ #12（エンツィオ大佐〈ハロルド・グールド〉）
- 特攻野郎Aチーム シーズン4 #19（ルディ〈デヴィッド・ホワイト〉）
- 遥かなる西部（アンディ・グリフィス）
- Bクラスいたずら作戦（校長先生）
- ヒューストン・ナイツ シーズン1 #3（ジョン・ブリスン〈ビリー・グリーン・ブッシュ〉）
- ふたりは最高!ダーマ&グレッグ シーズン4 #4（カービー将軍〈ロバート・ロッジア〉）
- プリズナーNo.6（老No.2）
- プリズナーNo.6 暗殺計画（現No2）
- フルハウス（グラッドストーン大佐）
- ヘイゼルおばさん（ドン・デフォー）
- 弁護士ペリーメイスン（ポール・ドレイク〈ウィリアム・ホッパー〉）※NET版
- ボーイ・ミーツ・ワールド（ジョージ・フィーニー〈ウィリアム・ダニエルズ〉）
- ボクのライオン（ロバート・ディーン）
- マッコイと野郎ども「シッポをつかめ」（カール・ロジャース〈ロバート・ウェバー〉）
- マネーチェンジャーズ（ハロルド〈パトリック・オニール〉）
- ママは太陽「ああ!この愛社精神」（アンソニー・エイズリー）
- マルコ・ポーロ シルクロードの冒険 （パクスパ〈ジェームス・ホン〉）
- ミステリーゾーン3 #4「遠い道」（エイブラハム・リンカーン〈オースティン・グリーン〉）
- ミステリーゾーン4 #10「歴史のかきかえ」（ポール・ドリスコール〈ダナ・アンドリュース〉）
- ミステリーゾーン5 #7「洞窟の予言者」（ゴールドスミス〈ジョン・アンダーソン〉）
- 名探偵ジョーンズ（バディ・イブセン）
- 名探偵ポワロ ※NHK版
  - 「スペイン櫃の秘密」（カーチス大佐）
  - 「アクロイド殺人事件」（ドクター・シェパード）
- モンスターズ シーズン1 #8（ジェフリー〈ラッセル・ジョンソン〉）
- ヤングライダーズ シーズン1 #18（ジャック・デヴリン）
- 愉快なシーバー家 シーズン1 #22（ボブおじさん）
- ラット・パトロール シーズン2 #14（ヴァルカン大佐）

#### 海外人形劇
- キャプテン・スカーレット
  - キャプテン・スカーレット誕生!（世界政府大統領）
  - ミステロン探知機を出せ!（世界政府大統領）
- サンダーバード
  - ペネロープの危機（ジェレミー・ホッジ卿）
  - サンダーバード劇場版（ジェフ・トレーシー）※ビデオ版
  - サンダーバード6号（ジェフ・トレーシー）※ビデオ版
- ジョー90（サム・ルーヴァー）

#### アニメ
- アイス・エイジ2（ハゲタカ）
- 子猫になった少年（ナレーション〈フィル・ハリス〉）
- スクラッフィと仲間たち
- ハウス・オブ・マウス（ナレーション）※ミッキーマウス・シリーズではないことがある
- マドレーヌ（おはなし〈ナレーション〉）

### テレビアニメ
1965年
- スーパージェッター（スパイダー博士）
- 鉄腕アトム (アニメ第1作)

1966年
- おそ松くん（モグラ）

1968年
- 怪物くん
- 巨人の星（1968年 - 1971年）

1969年
- 海底少年マリン（ファーム）
- 佐武と市捕物控（弥十）

1971年
- アニメンタリー 決断

1973年
- ど根性ガエル
- 荒野の少年イサム

1974年
- エースをねらえ!
- 侍ジャイアンツ（眉月の父）

1979年
- アニメーション紀行 マルコ・ポーロの冒険（宰相アクマッド）
- 星の王子さま プチ・プランス（エド）

1983年
- 魔法のプリンセス ミンキーモモ（ナレーション）

1984年
- ルパン三世 PARTIII

1986年
- 青春アニメ全集 「坊っちゃん」（赤シャツ）

1988年
- 鉄拳チンミ（ナレーション）

1989年
- らんま1/2 熱闘編（ナレーション）

1990年
- 雲のように風のように（ナレーション）

1995年
- ルパン三世 ハリマオの財宝を追え!!（アーチャー）

1998年
- ああっ女神さまっ 小っちゃいって事は便利だねっ（ナレーション）
- バブルガムクライシス TOKYO 2040（1998年 - 1999年、クインシー）

1999年
- アレクサンダー戦記（パルメニオン）

2004年
- 鉄人28号（第4作）（ビッグファイア）

2007年
- エル・カザド（宿の老主人）

2012年
- 宇宙兄弟（オジー・スミス）
- ルパン三世 東方見聞録 〜アナザーページ〜（テオ・アルジェント）

2013年
- サムライフラメンコ（テセラック）

2014年
- 人生相談テレビアニメーション「人生」（ナレーション）

### 劇場アニメ
1969年
- 巨人の星（川上哲治）
- 巨人の星 行け行け飛雄馬（川上哲治）

1970年
- 巨人の星 大リーグボール（川上哲治監督）
- 巨人の星 宿命の対決（川上哲治監督）

1982年
- FUTURE WAR 198X年（ノイマン中将）

1984年
- SF新世紀レンズマン（ゲイリィ・キニスン）
- ドラえもん のび太の魔界大冒険（満月博士）

1994年
- ウメ星デンカ 宇宙の果てからパンパロパン!（王様）

2006年
- 時をかける少女（老守衛）

2007年
- 鉄人28号 白昼の残月（ビッグファイア）

2009年
- サマーウォーズ（陣内万作）

2011年
- 映画ドラえもん 新・のび太と鉄人兵団 〜はばたけ 天使たち〜（博士）

2012年
- おおかみこどもの雨と雪（細川）

2015年
- バケモノの子（賢者）

2018年
- 未来のミライ（新幹線）

### OVA
- 魔法のプリンセス ミンキーモモ 夢の中の輪舞（1985年、ナレーター）
- 銀河英雄伝説（1989年、フランツ・フォン・マリーンドルフ）
- ジャイアントロボ THE ANIMATION -地球が静止する日（1995年 - 1998年、策士・諸葛亮孔明[38]）

### ゲーム
- 鉄人28号（2004年、ビッグファイア博士）
- ARIA The NATURAL 〜遠い記憶のミラージュ〜（2006年、アパじいさん）
- ドラッグオンドラグーン3（2013年、妖精王）

### ドラマCD
- テイルズ オブ ファンタジア なりきりダンジョン（ナレーター）

### 特撮
- ジャッカー電撃隊（1977年、バッファロー提督の人間態）
- 宇宙怪獣ガメラ（1980年、ナレーター）

### テレビドラマ
- 甘い生活。
- ある兄弟
- おれたち夏希と甲子園
- 黄色いインコ
- 鮭を見に
- 十三階の女
- 少女探偵事件ファイル
- 東京警備指令 ザ・ガードマン 第16話「ガードマンに罠をかけろ」
- 特別機動捜査隊
- ミラクルガール 第3話「アムステルダムに消えた美女」 - 医師

### 映画
- 20世紀少年（フジヤマトラベル）※声の出演

### ナレーション
- ザ・スーパーガール（12Ch系）
- キズナ食堂（TBS系）
- ドリーム・プレス社（TBS系）
- あざーっす!（TBS系）
- OLヴィジュアル系（テレビ朝日系）
- 奥さまは外国人（テレビ東京系）
- サトラレ（テレビ朝日系）
- 下北サンデーズ（テレビ朝日系） - 初回番宣ナレーション
- 少年頭脳カトリ（フジテレビ系）
- 青い瞳の聖ライフ（フジテレビ系）
- 体操の時間。（フジテレビ系） - 「ながら☆エクササイズ」ナレーション
- ママはアイドル（TBS系）
- 若奥さまは腕まくり!（TBS系）
- 発足!芸能界PTA（テレビ朝日系）
- おもいッきりイイ!!テレビ木曜日コーナー「山盛り 海盛り 朝ゴハンの旅」（NTV）
- ひるドラ『おちゃべり』（毎日放送制作・TBS系）
- 月光音楽団（TBS系）（ - 2009年9月）
- ベビスマ（フジテレビ系）
- いきつけ（BSフジ）
- 戦国鍋TV 〜なんとなく歴史が学べる映像〜（テレビ神奈川、千葉テレビ放送、テレビ埼玉、サンテレビジョン）うつけバー「NOBU」ナレーション
- あか☆ぷろ!!! 〜明るい三姉妹プロジェクト〜（コンプティークモバイル、アニメイトTV）※ドラマパート内
- とびっきり京都（NHK）

### ラジオドラマ
- 海によせるバラード（1959年、海草B）[39]

### CM
※注記が無いCMはすべてナレーション。『奥さまは魔女』のナレーションを基にしたCMもあったが、分類は行わない。
- アサヒ飲料
  - 「TeaO」（2010年、出演：木村拓哉）
- アップリカ
  - 企業広告（2004年、「酸素飽和度」篇）
- アデランス
  - 「ヘアサポート」（1997年、出演・歌：辺見えみり）
- ウォルト・ディズニー・スタジオ
  - 「トイ・ストーリー3 ブルーレイ＆DVD」（2010年、出演・歌：PUFFY（CMソング：PUFFY『R.G.W.』））
- エッソ石油（現・ENEOS）
  - 企業広告（1982年）
- カネボウフーズ
  - 「いちごのしずく」（1993年。出演：森口博子、武田修宏）
- カルビー
  - 「ポテトフライ」（1989年）
- カタログハウス
  - 「通販生活」（2000年、「通販生活CM大賞 夏の特大号」篇）
- クレディセゾン
  - 「セゾンアメリカン・エキスプレス・カード」（2010年、「誰のサインだと思う?」篇）
- ゲームアーツ
  - 「ゆみみみっくす」（1993年）
- サントリー[注 4]
  - 「オレンジ50」（1978年）、「マテウス ロゼ＆ホワイト」（1984年）、「レゼルブ」（1989年）、「味わい紅茶 TESS」（1990年）、「エファージュ」（2013年）
- サンヨー食品
  - 「カップスター」（1979年）、「サッポロ一番」（1989年）
- シャープ
  - 「ノンノンパック」（1978年）、「エルシーメイト」（1979年）、「ミスターシェフ」（1981年。出演：長門裕之、南田洋子）、「高速ファクシミリHAYAX」（1983年。出演：浅野ゆう子）
- 蛇の目ミシン工業
  - 「メモリア」（1980年）
- セコム
  - 「セコム・ホームセキリュティ」（1995年）
- セブン-イレブン
  - 「サンドイッチ」（1984年）
- ソニー
  - 「ベータマックスSL-8500」（1977年、顔出し出演）、「メガピクセル・スタミナハンディカム」（2000年、出演：渡部篤郎、田中律子）
- タカラブネ
  - 「フルーツアイス」（1981年）、「パフリーム」（1981年）
- ダイハツ工業
  - 「ミラココア」（2009年 - 2010年。出演：西山茉希、ウエンツ瑛士）
- トヨタ自動車
  - 「ターセル」（1978年）
- ニコニコのり
  - 「ニコニコのり 極」（1989年）
- ノーリツ
  - 「ノーリツ給湯器付全自動風呂釜」（1988年）
- ハウス食品工業
  - 「デリッシュカレー」（1975年）、「ハウスシャンメン たまごめん」（1976年。声の出演・歌：前川陽子）、「フルーチェ」（1977年）、「ククレカレー」（1978年）、「ポテトクルクル」（1979年）
- パルコ
  - 「グランチャンス」（2004年）
- ピザーラ
  - 「ジョイズスペシャル」（1994年）
- ファミリーマート
  - 企業広告（1989年、「結婚のきっかけ」篇）
- フットワークエクスプレス
  - 企業広告（1983年ほか）、「夕張メロン」（1982年） - ともに樹木希林と岸部一徳が出演。
- ブックローン
  - 企業広告（1981年）
- ベリーズホーエー
  - 「ベリーズ」（1995年）[注 5]
- ホテル神田橋
  - 企業広告（1978年、宮崎県ローカル）
- ボーデンジャパン
  - 「ボーデンスライスチーズ」（1976年）、「ボーデンチーズパンチ」（1979年）、「ボーデンコーン100」（1980年代）[注 6]
- モービル石油（現・ENEOS）
  - 「モービル1」（1977年）
- ヤマハ発動機
  - 「パッソル＆パッソーラ」（1981年頃）
- ユニ・チャーム
  - 「ウルトラムーニープラス」（1990年）、「ウルトラムーニーナイト」（1990年）
- ライフ
  - 企業広告（1985年）
- リクルート
  - 「フロム・エー」（1988年）
- ロッテ
  - 「マザービスケット」（1977年、「胚芽入り」篇。出演：エリザベス・モンゴメリー（吹き替え：北浜晴子）ほか）、「キシリトールガム+2」（2003年。出演：北島康介、高橋尚子）
- ローソン
  - 「1999年新春行かなくちゃクーポン」（1998年。出演：高嶋政伸）
- ワコール
  - 「グッドアップブラ」（1992年 - 1993年）
- 味の素ゼネラルフーヅ（AGF）
  - 「マキシム」（1978年）、「コーヒーギフト」（1991年夏）
- 磯村建設
  - 「桜沢ニュータウン」（1980年、関東ローカル）
- 石原薬品工業
  - 「ビスラットゴールド」（1980年）、「ビスラットカプセル」（1980年）
- 石屋製菓
  - 「愛すBOY 雪だるまくん」（1990年代、北海道ローカル）
- 岩城硝子
  - 「コレール」（1985年、「そそっかしい娘の嫁入り」篇ほか）
- 旺文社
  - 「チャイルドエポカ」（1980年）
- 大森屋
  - 企業広告（1986年）
- 奥田製薬
  - 「奥田胃腸薬」（1982年）
- 角川書店グループ
  - カドカワノベルズ - 「探偵物語」（1983年）
  - 角川文庫 - 「晴れ、ときどき殺人」（1984年）
- 北日本食品工業 → ブルボン
  - 「カリッコロ」（1982年）、「じゃがチョコ」（2013年、出演：SHELLY、ラブリ、ドーキンズ英里奈）
- 北村バルブ
  - 「お湯ぴた」（1981年）
- 共同石油（現・ENEOS）
  - 企業広告（1989年、「心のかようおつきあい」篇。出演・歌：荻野目洋子）[注 7]
- 京成電鉄
  - 「スカイライナー」（1991年）
- 月桂冠
  - 「さけパック」（1990年）
- 小岩井乳業
  - 「ぬるチーズ」（1992年）
- 国鉄労働組合
  - 意見広告（1984年、「国民の国鉄へ」篇。歌：さだまさし『それぞれの旅』）
- 小林製薬
  - 「ポリグリップ」（1980年）、「ブルーレット」（1980年）、「液体ブルーレット」（1981年）
- 三共（現・第一三共ヘルスケア）
  - 「メルビオ」（1988年）
- 四国乳業
  - 「健太くんの大好きママ」（1986年）
- 資源エネルギー庁
  - 意見広告（1992年、「明日の暮らしのエネルギー」篇）
- 資生堂
  - 「ルア」（1981年）
- 白子
  - 企業広告（1979年、「達者で何より」篇）
- 新日軽
  - 「はるる」（1988年）
- 寿がきや
  - 「本店の味」（1988年）
- 住友スリーエム
  - 「スコッチポストイット」（1983年）
- 政府広報
  - 団体広告（1993年、「高齢者保健福祉サービス」篇）
- 第一屋製パン
  - 「アップルリング」（1983年）
- 大和銀行（現・りそな銀行）
  - 「ダイワのヒット」（1992年。出演：仙道敦子）
- 中外製薬
  - 「グロンサン内服液」（1978年、「アンプルがビンになりました」篇）
- 東京電力
  - 企業広告（1981年、「引っ越しの日が決まったら」篇。関東ローカル）
- 東北電力
  - 「電気温水器」、「ヒートポンプ式ルームエアコン」（ともに1986年。東北ローカル）
- 東急百貨店
  - 「東横のれん街」（1978年）、「新春特別セール」（1984年）
- 東鳩製菓
  - 「東鳩チョコレートケーキ」（1984年）
- 永谷園
  - 「おとなのおむすび」（1992年）、「おとなの焼おむすび」（1992年）
- 日清製粉
  - 「日清のお好み焼き粉」（1994年）
- 東芝
  - 「北斗星」（1977年）[注 8]
- 東洋水産
  - 「袋入りワンタン」（1973年）、「めん美人」（1984年）
- 日産自動車
  - 「サニースプレンド」（1996年）、「ティーノ」（1999年）、「モコ」（2008年）
- 日本ケロッグ
  - 「ケロッグコーンフレーク」（1984年）
- 日本ケンタッキー・フライド・チキン
  - 「コンボスナック」（1982年）
- 日本ハム
  - 「チョイス」（1994年）
- 日本マクドナルド
  - 「マック・モーニングセット」（1990年）、「マックてりやきデー」（1991年）
- 日本広告審査機構（JARO）
  - 団体広告（1985年）
- 日本国有鉄道（現・JRグループ）
  - 「フルムーン夫婦グリーンパス」（1986年）
- 日本食研
  - 「晩餐館 焼肉のたれ」、「晩餐館 ステーキソース」、「晩餐館 ドレッシング」、「晩餐館 しゃぶしゃぶのたれ」（いずれも1990年代。出演：バンコ（同社のマスコット））
- 日本専売公社（現・JT）
  - 団体広告（1982年、「寝タバコ注意」篇）[注 9]
- 日本船舶振興会（※日本防火協会 として放映したCMも混在）
  - 団体広告（1976年 - 1994年、「火の用心」篇。出演：笹川良一、高見山大五郎、山本直純ほか）
- 日本宝くじ協会
  - 「ロト6」（2006年、出演：常盤貴子。「2億円のつかみかた」篇、「2億円の裏ワザ」篇）
- 日本通運
  - 「ペリカン便」（1981年）
- 日本民間放送連盟
  - 団体広告（1985年、「時代の情報、コマーシャル」篇）
- 白元（現・白元アース）
  - 「パラゾールノンカット」（1984年）、「わらべ」（1990年代）
- 日立製作所
  - 「コンピュータ白くまくん」（1980年 - 1982年）、「温風クリアヒーター」（1981年）、「マスタックス」（1984年）、「うるおいチルド」（1993年）ほか
- 八十二銀行
  - 「住宅ローン」（1986年、長野県ローカル）
- 不二家
  - 「ソフトエクレア」（1979年）、「ハニーカステラ」（1982年）
- 堀川商事
  - 「パチンコのホリカワ」（1993年、新体操篇。新潟県ローカル）
- 松下電器産業
  - 「ナショナル料理センター」（1980年）、「ナショナル愛妻号」（1985年 - 1987年。出演：三田佳子）
- 丸井
  - 「アプティ」（1972年）、「ファーロン」（1973年）
- 丸井今井
  - 「お中元は丸井」（1983年、北海道ローカル）
- 三菱グループ
  - 三菱製紙 - 「三菱カラープリント」（1982年）
  - 三菱電機 - 「三菱ズーム・アップテレビ」（1980年）
- 明星食品
  - 「チャルメラ」（1980年代。チャルメラおじさんの声）
- 明治乳業（現・明治）
  - 「明治ステップ」（1980年頃）、「明治コーン100」（1990年）
- 森永製菓
  - 「エンゼルパイ」（1977年）、「モグ」（1984年、出演・歌：武田久美子）
- 山崎製パン
  - 「クリスマスケーキ」（1975年、顔出し出演）
- 郵政事業庁（現・日本郵便）
  - 「年賀状はお早めに」（1987年）
- 雪印乳業（現・雪印メグミルク）
  - 「雪印チーズ」（1971年）、「プチグラッセ」（1983年）
- JR東海
  - 「ぷらっと」（1990年）、「トーキョーブックマーク」（2010年、「トーキョー☆ブックマーク編集部 〜夏の東京バカンス〜」篇。出演：岩田さゆり）
- NTT西日本
  - 「フレッツ光」（2008年、「リバース・冬（コールセンタ）」篇。出演：長澤まさみ）

ほか多数

### 書籍
- 僕らを育てた声 中村正編（アンド・ナウの会）

### その他
- こどもにんぎょう劇場
  - 「ねずみのすもう」（おじいさん）
  - 「ぎざみみうさぎ」（ナレーション）
  - 「ふしぎなひしゃく」（ナレーション）
- 東京国立博物館「対決 巨匠たちの日本美術」音声ガイド（光悦）
- CD「Happy End Of The World」（Pizzicato Five）
- 銀座：「ナイトライダー」（パチスロ、デボン・シャイアー）
- TVアニメ「小林さんちのメイドラゴン」第2弾PV ナレーション
- ラジオドラマ『黒後家蜘蛛の会』（トーマス・トランブル）NHK、1981年